# Línea 34 (Avanza Zaragoza)
La línea 34 es una línea regular diurna de autobús de la compañía Avanza Zaragoza. Realiza el recorrido comprendido entre la estación intermodal de Zaragoza-Delicias y el cementerio de Torrero en la ciudad de Zaragoza (España). En los días de apertura del parque de atracciones, la línea amplía el recorrido hasta él. Fue inaugurada en el año 1971 con el recorrido Plaza de España- Cementerio 
Tiene una frecuencia media de 7 minutos.

## Recorrido

### Sentido Cementerio de Zaragoza/Parque de atracciones de Zaragoza
Estación Zaragoza-Delicias, Avenida Pablo Gargallo, Diputados, Plaza del Portillo, Conde Aranda, Avenida de César Augusto, Paseo Pamplona, Paseo Sagasta, Paseo Cuéllar, Plaza las Canteras, Fray Julián Garcés, Cementerio.
Los días de apertura del parque de atracciones continúa a través de Paseo Duque de Alba hasta el parque.

### Sentido Estación Zaragoza-Delicias
Cementerio, Avenida América, Paseo Cuéllar, Paseo Sagasta, Glorieta Sasera, Paseo Pamplona, Avenida de César Augusto, Conde Aranda, Plaza Europa, Avenida Almozara, Avenida Puerta Sancho, Avenida Pablo Gargallo, Estación Zaragoza-Delicias, Avenida Navarra, Estación Zaragoza-Delicias.
Los días de apertura del parque de atracciones inicia su recorrido en Paseo Duque de Alba.